# Rick Allen
Richard John Cyril "Rick" Allen (Dronfield, Inglaterra, 1 de noviembre de 1963) es el batería de la banda de hard rock británica Def Leppard. Es reconocido por el hecho de haber perdido su brazo izquierdo en un accidente automovilístico, y aun así, continuar su carrera musical.
Posee una batería electrónica que le permite tocar con sólo un brazo y sus pies. El set ha evolucionado a través del tiempo, incorporando partes acústicas, dependiendo del uso (en vivo o de grabación).
Recibió la influencia principal de Roger Taylor (Queen) y Brian Downey (Thin Lizzy).[cita requerida]

## Biografía

### Infancia y juventud
Allen comenzó a tocar batería con los utensilios de cocina de su madre a la edad de 5 años, usando un pandero como instrumento adicional. A los 10, logró persuadir a sus padres para que le compraran una batería, acordando tomar clases y pagar la mitad del costo del instrumento. Consiguió una batería Del-Ray azul brillante y después de 6 meses de lecciones, comenzó a tocar con su primera banda, Smokey Blue. Luego, tocó con otras bandas como Rampant y Johnny Kalendar Band.

### Def Leppard
Cuando Allen tenía 15 años, su madre respondió por él a un anuncio de una banda llamada Def Leppard que buscaba un baterista para reemplazar a Tony Kenning (Rick no quería responder porque estaba listo para abandonar la batería). El encabezado del anuncio decía "Leppard loses skin" -El Leopardo pierde la piel. Allen ingresó en la banda el 28 de noviembre de 1978.
En 1979 abandona la escuela (otros miembros de la banda renuncian a sus trabajos casi al mismo tiempo) para concentrarse en su carrera musical. En septiembre del mismo año, abren para Sammy Hagar en el London's Hammersmith Odeon y en octubre y noviembre tocaron como teloneros para AC/DC; Allen celebró su decimosexto cumpleaños con una actuación en el Hammersmith Odeon.
El 14 de marzo de 1980, la banda lanza su primer álbum, On Through the Night. A este se siguieron High 'n' Dry en 1981 y Pyromania en 1983. Este último álbum los convirtió en superestrellas.

### Accidente y recuperación
El 31 de diciembre de 1984, mientras conducía cerca de Sheffield, Inglaterra, su Corvette se salió del camino, saltó sobre un muro de piedra y cayó en un campo cercano, provocando que Allen saliera despedido del vehículo y perdiera su brazo izquierdo. Los médicos lograron reponer el brazo, pero debido a una fuerte infección debió ser amputado nuevamente.
Rick confirmó que no estaba bajo influencia de alcohol pero que su accidente fue por imprudente, ya que un Alfa Romeo lo pasó por uno de sus costados y disminuyó la velocidad y mientras Rick intentaba pasarlo por un lado el conductor del Alfa no lo dejaba, aquí fue donde él cometió su imprudencia al pasarlo por un lado a gran velocidad y no ve venir la curva.
El exbaterista de Status Quo Jeff Rich fue una fuente de ayuda e inspiración durante la convalecencia de Allen, y tras varias horas de discusión decidieron desarrollar un kit electrónico para Rick, con el que pudiese tocar usando sólo un brazo (la batería acústica Ludwig que usó en High 'n' Dry y Pyromania fue regalada por el equipo de Def Leppard). Trabajando en conjunto con Allen, el fabricante de baterías electrónicas Simmons creó una batería especial, y Allen hizo su debut post-accidente en 1986 con una buena recepción del público en el festival Monsters of Rock en el Castillo Donington. En agosto de 1987 la banda lanzó su cuarto álbum, Hysteria, el cual después de un relativamente lento inicio en los Estados Unidos, finalmente se convirtió en otro enorme éxito, vendiendo sobre 15 millones de copias. Desde ese entonces hasta hoy, ha lanzado 8 álbumes con la banda, siendo el último álbum de estudio Def Leppard, en 2015.

## La batería tras el accidente
Dado que las baterías electrónicas son poco más que "disparadores", que notan cuando se golpea con la baqueta o el movimiento del pedal, la batería de Allen tenía los principales tambores situados enfrente de él y a su derecha y los principales pedales a su izquierda, los cuales disparaban el sonido de la caja y de los timbales. Allen debió aprender a tocar con su brazo derecho y su pie izquierdo lo que antes tocaba normalmente con su brazos derecho e izquierdo. Allen también experimentó con lo que él llama "trucos tecnológicos" usando hardware de compañías como ddrum y Acupad.
En los últimos años, como el sonido de los ochenta casi ha desaparecido, el sonido de Allen ha cambiado hacia una música más acústica, un sonido más natural, pero aún a través del uso de samplers. En este caso, los samplers son cargados con grabaciones de Allen en una batería acústica, que son finalmente mezclados, haciendo así difícil distinguir entre el sonido de los samplers y el de la batería con la que toca en vivo.

## Proyectos paralelos
- Aunque no fue incluido en los créditos, Allen fue coautor de la banda sonora de "Brink!", una película para televisión producida por Disney en 1998.
- En mayo y junio de 2000 tocó en dos shows con Mark Mason Project, presentando al exguitarrista de Dramarama, Mark Englert.
- Allen además ha escrito música con su esposa Lauren.
- En noviembre de 2004, Allen colaboró con Krishna Das en la grabación de un CD titulado All One.

## Vida personal
Allen es vegano, tal como el guitarrista Phil Collen. Se casó el 11 de octubre de 2003 con Lauren Monroe, cofundadora de la Raven Drum Foundation, una entidad benéfica para ayudar a niños con minusvalías a superar sus limitaciones. Allen tiene una hija, Lauren Shane Allen (nacida el 20 de mayo de 1997) de un matrimonio anterior.

## Discografía

### Def Leppard
- On Through the Night (1980)
- High 'n' Dry (1981)
- Pyromania (1983)
- Hysteria (1987)
- Adrenalize (1992)
- Retro Active (1993)
- Slang (1996)
- Euphoria (1999)
- X (2002)
- Yeah! (2006)
- Songs from the Sparkle Lounge (2008)
- Mirror Ball – Live & More (2011)
- Def Leppard (2015)